# Bobby Morrow
Bobby Joe Morrow (15. října 1935 Harlingen, Texas, USA - 30. května 2020, San Benito) byl americký sportovec, atlet, sprinter. Jednalo se o trojnásobného olympijského vítěze z Letních olympijských her 1956 v australském Melbourne. Jako šestý atlet v historii olympijských her získal tzv. „běžecké double“ na trati 100 a 200 metrů. K tomu přidal zlato ze štafety na 4 × 100 metrů. Čas americké štafety byl tehdy 39,5 s, což byl nový světový rekord, který vydržel dvacet let.
Byl ultrakonzervativním křesťanem.
V říjnu 2006 po něm Vysoká škola v San Benitě pojmenovala stadión s kapacitou 11 000 míst.